# NTT DoCoMo代代木大厦
35°41′3.7″N 139°42′11.7″E / 35.684361°N 139.703250°E
NTT DoCoMo代代木大厦（日语：NTTドコモ代々木ビル）是位於日本东京都涩谷区千駄谷的摩天大楼，由日本行動通訊公司NTT DoCoMo興建及使用，1997年12月動工、2000年9月竣工。按照屋顶高度计算，该建筑是東京都第四高樓（240公尺），仅次于中城大厦、虎之門之丘与东京都厅舍；若按照含天線的總高度計算，它是東京都最高的摩天大樓（272公尺）。

## 概要
NTT DoCoMo代代木大厦拥有像帝国大厦等美国纽约的摩天大楼的设计外观。与一般商业大楼不同，它是NTT DoCoMo的业务用大楼，僅限公司相關人员进入。大楼北侧设有直径约15米的大时钟，是在2002年為紀念NTT DoCoMo成立十周年而設置，由星辰表集團旗下的CITIZEN TIC設計，在2012年麥加皇家鐘塔飯店落成前，曾是世界最高的鐘樓。
需要注意的是，雖然該大樓是東京最高的建築之一，但NTT DoCoMo的总部並不在此，而是位于千代田区的山王公园塔。

## 関連項目
- NTT DoCoMo名古屋大厦（日语：NTTドコモ名古屋ビル）
- NTT DoCoMo墨田大厦（日语：NTTドコモ墨田ビル）